# НСУ 6/12 ПС
НСУ 6/12 ПС био је аутомобил ниже средње класе произведен између 1907. и 1909. године од стране немачког произвођача аутомобила НСУ у њиховој фабрици у Некарсулму. То је био наследник модела 6/10 ПС.
Аутомобил је покретао четвороцилиндрични редни мотор, са воденим хлађењем, запремине 1540 цм³ (пречник х ход = 70 × 100 мм), снаге 9,6 kW (12,9 КС) при 1500 о/мин. Овај мотор је имао аутоматско централно подмазивање, магнетно паљење и везане вентиле у глави цилиндра. Мотор је био постављен напред и преко мулти-плочастог квачила, тробрзинског мењача и вратила погон је преношен на задње точкове.
Међуосовински размак је био 2635 мм, размак точкова 1150 мм и тежина 600 кг и максимална брзина 60 км/ч.
1907. године га је заменио модел 6/14 ПС.